# Strange Old Brew
Strange Old Brew er det andet studiealbum fra det norske black metal-band Carpathian Forest. Det indeholder bandets første single, "He's Turning Blue".

## Spor
1. "Intro – Damnation Chant" – 1:01
2. "Bloodcleansing" – 2:43
3. "Mask of the Slave" – 4:12
4. "Martyr / Sacrificulum" – 3:26
5. "Thanatology" – 4:40
6. "The Suicide Song" – 3:39
7. "House of the Whipcord" – 3:58
8. "Cloak of Midnight" – 5:28
9. "Return of the Freezing Winds" – 3:07
10. "Theme from Nekromantikk" – 3:04
11. "The Good Old Enema Treatment" – 1:52
12. "He's Turning Blue" – 2:53